# アダルベルト・ザフィロフ
アダルベルト・ザフィロフ（Adalbert Ivanov Zafirov、1969年9月29日 - ）は、ブルガリアの元サッカー選手。元ブルガリア代表。ポジションはディフェンダー。

## 来歴
1992年にブルガリア代表デビュー。出場機会は無かったが1998 FIFAワールドカップのメンバーにも選ばれた。ブルガリア代表で6試合に出場した。

## 代表歴

### 出場大会
- ブルガリア代表
  - 1998 FIFAワールドカップ

### 試合数
- 国際Aマッチ 6試合 0得点（1992年-1998年）[1]

| ブルガリア代表 | 国際Aマッチ | 国際Aマッチ |
| 年             | 出場        | 得点        |
| -------------- | ----------- | ----------- |
| 1992           | 1           | 0           |
| 1993           | 0           | 0           |
| 1994           | 0           | 0           |
| 1995           | 2           | 0           |
| 1996           | 0           | 0           |
| 1997           | 1           | 0           |
| 1998           | 2           | 0           |
| 通算           | 6           | 0           |